# Кларион (Ајова)
Кларион (енгл. Clarion) град је у америчкој савезној држави Ајова. По попису становништва из 2010. у њему је живело 2.850 становника.

## Демографија
Према попису становништва из 2010. у граду је живело 2.850 становника, што је -118 (-4.0%) становника више него 2000. године.
| Група             | 2000.         | 2010.         |
| Белци             | 2.653 (89,4%) | 2.354 (82,6%) |
| Афроамериканци    | 6 (0,2%)      | 13 (0,5%)     |
| Азијати           | 4 (0,1%)      | 13 (0,5%)     |
| Хиспаноамериканци | 291 (9,8%)    | 453 (15,9%)   |
| Укупно            | 2.968         | 2.850         |